# Zuidstraat 50

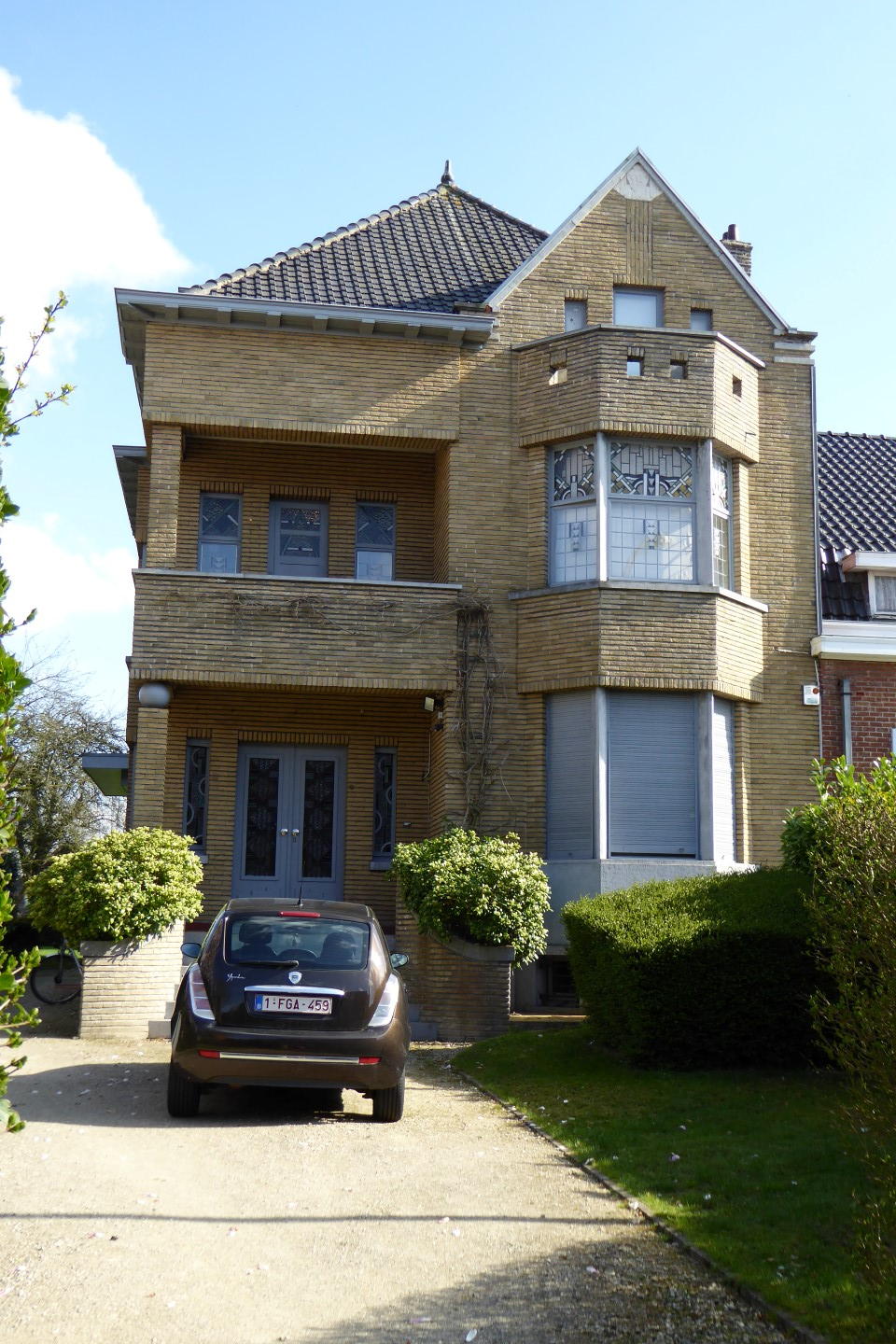
Zuidstraat 50

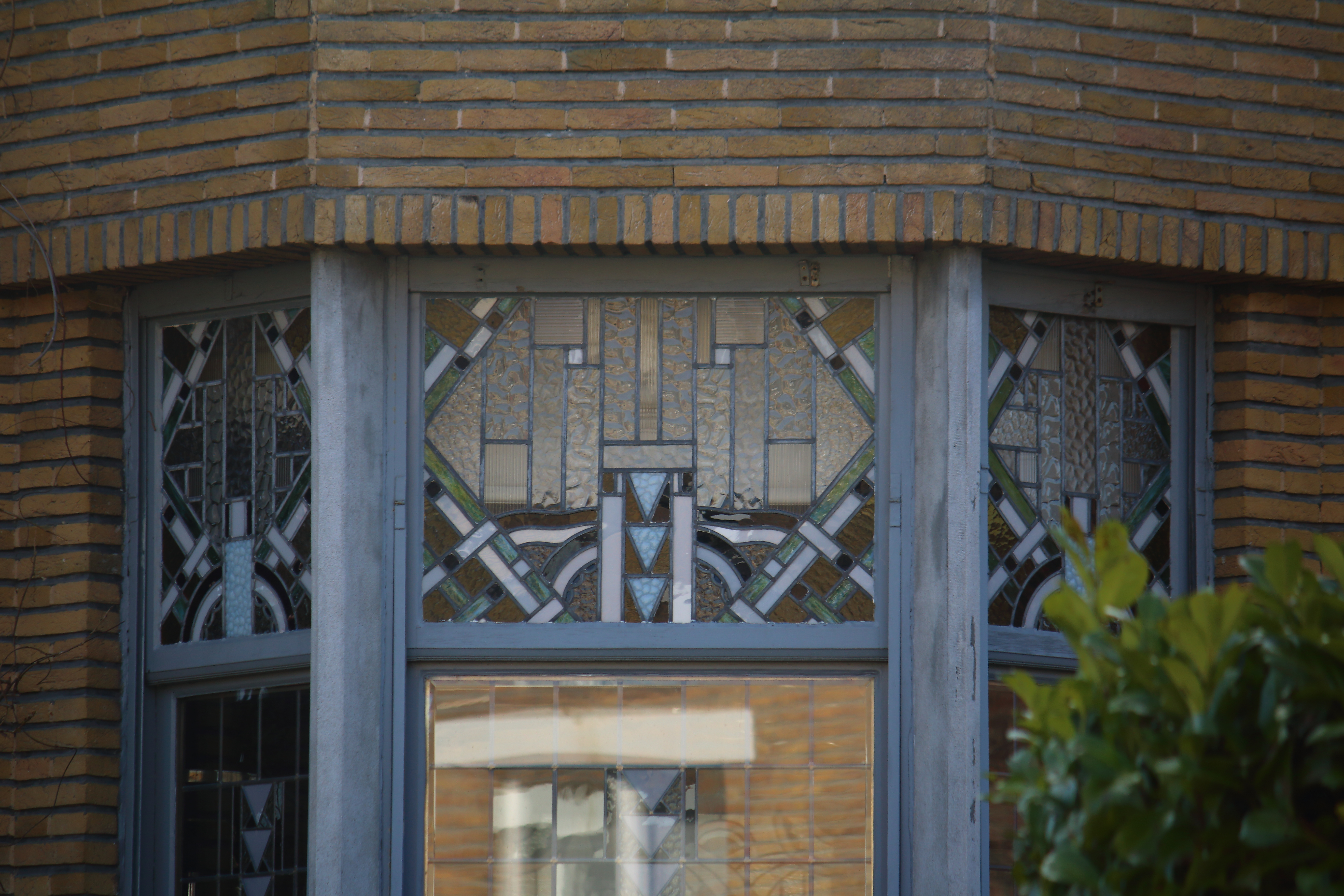
Glas-in-loodraam

Zuidstraat 50 is een villa in eclectische stijl met Art Deco-elementen aan de Zuidstraat in de Belgische stad Zottegem. De halfvrijstaande villa werd opgetrokken in bruin-gele baksteen voor de Zottegemse rentenier Dhr. Boom naar plannen van de Gentse architect A. Coen uit 1933. Het pand heeft diepe balkons en een driezijdige beglaasde erker over gelijkvloers en verdieping met daarbovenop een puntgevel. In de bovenlichten van de erkerramen zitten typische geometrische en rechtlijnige glas-in-loodcomposities in Art-Deco-stijl. De patronen ervan werden ontworpen door kunstschilder Verstraeten. Sinds 1981 is de villa beschermd als stadsgezicht.